# Giorgio Chiavacci
Giorgio Chiavacci (Cecina, 3 de julio de 1899-Cecina, 4 de marzo de 1969) fue un deportista italiano que compitió en esgrima, especialista en la modalidad de florete.
Participó en dos Juegos Olímpicos de Verano en los años 1924 y 1928, obteniendo una medalla de oro en Ámsterdam 1928 la prueba por equipos. Ganó dos medallas de oro en el Campeonato Mundial de Esgrima en los años 1926 y 1931.

## Palmarés internacional
| Juegos Olímpicos   | Juegos Olímpicos         | Juegos Olímpicos | Juegos Olímpicos    |
| Año                | Lugar                    | Medalla          | Prueba              |
| ------------------ | ------------------------ | ---------------- | ------------------- |
| 1928               | Ámsterdam (Países Bajos) | Medalla de oro   | Florete por equipos |
| Campeonato Mundial |                          |                  |                     |
| Año                | Lugar                    | Medalla          | Prueba              |
| 1926               | Budapest (Hungría)       | Medalla de oro   | Florete individual  |
| 1931               | Viena (Austria)          | Medalla de oro   | Florete por equipos |